# Private Wings
A Private Wings berlini székhelyű német légitársaság. A társaságot 1991-ben alapította Peter Paul Gatz és Andreas Wagner. Andreas Wagner egyben a cég igazgatója is. Az évek során a társaság folyamatosan bővítette szolgáltatásainak körét, amibe az üzleti utak, szabadidő utak és teherjáratok is beletartoznak. Az üzleti tevékenység nagyobb részét az autóiparral kapcsolatos charterjáratok bonyolítása teszi ki. A légitársaság biztosítja a Volkswagen AG és leányvállalatai számára a telephelyek közötti légi utazásokat – így az Audi Hungaria győri gyáregysége és az ingolstadti Audi gyár között is. A gépek munkanapokon közlekednek Győr-Pér és Ingolstadt-Manching között heti harminc járattal, évi 30 000 utassal, a 600 km-es út 1 óra 10 perc időtartamú. A manchingi repülőtérről átszállással elérhető a nagyobb telephelyek többsége, például a braunschweigi repülőtér közelében fekvő wolfsburgi, salzgitteri gyártelepek, vagy akár a brüsszeli, emdeni, vagy poznańi gyáregységek is.

## Flotta
A légitársaság flottája tíz repülőgépből áll, minden gép német lajstromszámmal repül.
- 8 db Dornier 328-110 Prop 32 üléses (D-CATZ, D-CAWA, D-CDAX, D-CITO, D-COSY, D-CPWF, D-CREW, D-CSUE lajstromjelekkel)[8]
- 1 db Dornier 328-310 JET 32 üléses (D-BJET)[8]
- 1 db Beechcraft 1900 19 üléses (D-COCA)[8]

## Balesetek
1996. február 19-én 9:54-kor a Private Wings Berlinből Salzburgba tartó Cessna Citation II típusú D-CASH lajstromszámú gépe, a németországi Freilassing közelében lezuhant. A gép a leszállási művelet utolsó fázisában, a kifutótól mintegy 5,6 kilométerre csapódott a földbe. A gépen tartózkodók – nyolc utas és a személyzet két tagja – életüket vesztették. A baleseti vizsgálat megállapította, hogy a repülőgép elektromos rendszerében zárlat keletkezett, ami miatt a robotpilóta és a műhorizont nem működött és ez, illetve a fellépő erős jegesedés együttesen okozhatták a szerencsétlenséget.

## Fordítás
Ez a szócikk részben vagy egészben  a   Private Wings című német Wikipédia-szócikk ezen változatának fordításán alapul.  Az eredeti cikk szerkesztőit annak laptörténete sorolja fel. Ez a jelzés csupán a megfogalmazás eredetét és a szerzői jogokat jelzi, nem szolgál a cikkben szereplő információk forrásmegjelöléseként.